# 斓曦
斓曦（1983年9月4日—），原名張凡，中国大陆女演员。

## 生平
畢業於中央戏剧学院表演系2002级本科。與唐嫣、白百何、文章、童瑶、孙坚、郭珍霓、徐百卉、张博、曹曦文、毛俊杰、陈思斯、杨烁、霍政谚、王雨、邹廷威、张默等為同班同學。
於2011年清宫争斗戏《後宮甄嬛傳》中飾演「沈眉莊」一角，获得观众喜爱。

## 影视作品

### 电视剧
| 首播年份 | 剧名                   | 角色              | 备注                       |
| 2008年   | 《天大地大》           | 山菊              |                            |
| 2009年   | 《真情真意》           | 邱慧萍            |                            |
| 2009年   | 《一代大商孟洛川》     | 喜子              |                            |
| 2011年   | 《後宮甄嬛傳》         | 沈眉莊            |                            |
| 2012年   | 《蚁族的奋斗》         | 王媛              |                            |
| 2012年   | 《搞笑一家人》中国版   | 张护士            |                            |
| 2013年   | 《下輩子還嫁給你》     | 羅琪琪            |                            |
| 2013年   | 《错伏》               | 冷梅              |                            |
| 2013年   | 《黎明前的抉择》       | 林少英/蘇少卿     | 又名:双谍                  |
| 2013年   | 《九死一生》           | 龍寶寶            |                            |
| 2014年   | 《英雄戟》             | 蓝欣儿            |                            |
| 2015年   | 《陸小鳳與花滿樓》     | 上官丹凤/上官丹图 |                            |
| 2015年   | 《我叫刘传说》         | 王天鸽            |                            |
| 2015年   | 《芈月传》             | 樊长使            |                            |
| 2017年   | 《思美人》             | 南                |                            |
| 2017年   | 《思美人之山鬼后裔》   | 南                | 網路劇，客串               |
| 2017年   | 《刀尖》               | 林婴婴            |                            |
| 2018年   | 《北部湾人家》         | 韦桂苏            |                            |
| 2019年   | 《希望的大地》         | 凌娥              |                            |
| 2020年   | 《美丽乡村》           | 林薇薇            | 2015年拍攝                 |
| 2020年   | 《浮世双娇传》         | 福慶長公主        | 網路劇，客串               |
| 2020年   | 《如意芳霏》           | 淑妃              | 客串                       |
| 2021年   | 《锦心似玉》           | 简师傅            | 網路劇                     |
| 2021年   | 《嘉南传》             | 何夫人            | 網路劇                     |
| 2022年   | 《时光与他，恰是正好》 | 溫璇              | 网络剧                     |
| 2023年   | 《一代匠师》           | 梅骆丹            |                            |
| 2024年   | 《我在大宋开酒吧》     | 李清婉            | 网络短剧                   |
| 2024年   | 《又见逍遥》           | 云姨              | 网络剧                     |
| 2024年   | 《一梦枕星河》         | 朱月瑶            | 网络短剧，客串             |
| 2024年   | 《借宁安》             | 太后              | 网络短剧                   |
| 2024年   | 《斗罗大陆之燃魂战》   | 幽冥之王          | 客串                       |
| 2024年   | 《饕餮记》             | 周夫人            | 2018年拍攝                 |
| 2024年   | 《奔跑吧，急救医生》   | 秦舒華            |                            |
| 2025年   | 《掌心》               | 顧二娘            | 网络剧                     |
| 待播     | 《放飞理想》           |                   |                            |
| 待播     | 《空港轶事》           | 佳佳              | 又名:候机大厅 ，2006年拍攝 |
| 待播     | 《扣好人生第一粒扣》   | 杨亲亲            | 2014年拍攝                 |
| 待播     | 《你好，1983》         |                   |                            |

### 电影
| 上映年份 | 电影名         | 角色     |
| 2007年   | 《残寺》       | 菊兒     |
| 2007年   | 《MP4》        | 肖雲     |
| 2009年   | 《子在川上约》 | 千官十三 |
| 2009年   | 《我爱五指山》 | 马诗岚   |
| 2009年   | 《非常秀》     | 荆玉     |
| 2011年   | 《玉倾城》     | 袁青青   |
| 2012年   | 《五指山之戀》 | 马诗岚   |

### 话剧
- 《群鬼》 饰演：吕嘉娜
- 《求婚》 饰演：娜塔丽娅
- 《八美千娇》 饰演：絮宗（路易丝）
- 《瞬息间的幻影》 饰演：玛格丽塔
- 《金大班的最后一夜》饰演：金大班

## 外部連結
- 斓曦的新浪微博
- 斓曦的新浪博客
- 斕曦影迷會-台灣分會的Facebook專頁
- 斓曦在互联网电影资料库（IMDb）上的資料（英文）（英文）
- 斓曦在豆瓣上的资料（简体中文）
- 斓曦在时光网上的簡介（简体中文）